# Bernard Ouchard
Pour les articles homonymes, voir Ouchard.
Bernard Ouchard, né à Mirecourt (Vosges) le 15 février 1925 et mort à Vittel le 2 juin 1979, est un maître-archetier français et un enseignant à l'école nationale de lutherie de Mirecourt. Il est considéré comme l'un des derniers maîtres archetiers historiques français.

## Biographie
Bernard Ouchard est le fils d'Émile Auguste Ouchard et le petit-fils d'Émile François Ouchard, tous deux archetiers renommés. 
Bernard Ouchard apprend son art auprès de son père à partir de 13 ans, d'abord à Mirecourt, puis à Paris à partir de 1941. À la fin de la Seconde Guerre mondiale, il s'engage dans l'armée.  
Il effectue la plus grande partie de sa carrière pour la maison Alfred Vidoudez à Genève de 1949 à 1971. 
Il est alors demandé en France, pour donner une nouvelle impulsion à la tradition française d'archèterie. Devenu maître-archetier, il occupe un poste d'enseignant à l'école nationale de lutherie de Mirecourt. Ce faisant, il contribue à donner naissance à de grands noms de l'archèterie tels que Sylvie Masson, Jean-Pascal Nehr, Benoît Rolland, Christophe Schaeffer, Stéphane Thomachot ou Jean Grunberger. 
La plus grande partie de la production d'archets de Bernard Ouchard porte l'estampille Vidoudez.